# Kevin Sluimer
Kevin Sluimer (Rotterdam, 5 november 1985) is een Nederlands voormalig wielrenner en baanwielrenner. Hij reed in 2006 voor de wielerploeg Ubbink-Syntec Cycling Team. Sluimer behaalde samen met de Nederlandse ploeg een tweede plaats op de ploegenachtervolging tijdens de Europese kampioenschappen voor junioren. Datzelfde jaar  won in hij het Nederlands kampioenschap 50 km. In 2005 was hij de beste op het Nederlands kampioenschap derny.

## Palmares

### Baanwielrennen
| Jaar     | NK                     | EK                   | WK       | Overig   |
| Junioren | Junioren               | Junioren             | Junioren | Junioren |
| -------- | ---------------------- | -------------------- | -------- | -------- |
| 2003     | scratch, achtervolging | ploegenachtervolging |          |          |
| Elite    |                        |                      |          |          |
| 2003     | 50 km, koppelkoers     |                      |          |          |
| 2004     |                        |                      |          |          |
| 2005     | derny                  |                      |          |          |